# Sammy Cahn
 (novembre 2015).
Si vous disposez d'ouvrages ou d'articles de référence ou si vous connaissez des sites web de qualité traitant du thème abordé ici, merci de compléter l'article en donnant les références utiles à sa vérifiabilité et en les liant à la section « Notes et références ».
Pour les articles homonymes, voir Cahn.
Sammy Cahn (18 juin 1913 – 15 janvier 1993) est un parolier, compositeur et musicien américain principalement connu pour ses compositions romantiques et chansons de comédies musicales. Il a travaillé aux côtés de Frank Sinatra durant sa période chez Capitol Records, Dean Martin et Doris Day.
Il a reçu quatre fois l'Oscar de la meilleure chanson originale pour 26 nominations.

## Œuvres
"Bei mir bistu shoen" rachetée a Sholem Secunda pour 30 dollars, réécrite avec Saul Chaplin en anglais, qui remporta un succès mondial par la suite.